# Mecaphesa asperata
Mecaphesa asperata es una especie de araña cangrejo del género Mecaphesa, familia Thomisidae, orden Araneae.
El macho mide 3.3 mm, la hembra, 5.5 mm. El dorso del abdomen es blanquecino con dos pares de bandas longitudinales rojizas o hileras de puntos.

## Distribución
Esta especie se encuentra en América Central y del Norte.

## Taxonomía
Fue descrita científicamente por Hentz en 1847.
Tratamiento taxonómico
La especie aparece registrada y publicada en Descriptions and figures of the araneides of the United States. Boston Journal of Natural History 5: 443–479, pl. 23–24, 30–31.